# Trận Gerberoy
Trận Gerberoy diễn ra vào năm 1435 giữa hai vương quốc Pháp và Anh, là một phần trong Chiến tranh trăm năm. Người Pháp dưới sự lãnh đạo của La Hire và Jean Poton de Xaintrailles đã giành chiến thắng. Tổn thất của người Anh rất nặng nề, gồm cả cái chết của chỉ huy họ John FitzAlan, Bá tước thứ 14 của Arundel.